# Ströms distrikt
Ströms distrikt är ett distrikt i Strömsunds kommun och Jämtlands län. Distriktet ligger omkring Strömsund i norra Jämtland. En mindre del av distriktet (området kring Stamsele och Täxan) ligger i Ångermanland.

## Tidigare administrativ tillhörighet
Distriktet inrättades 2016 och utgörs av Ströms socken i Strömsunds kommun.
Området motsvarar den omfattning Ströms församling hade 1999/2000.

## Tätorter och småorter
I Ströms distrikt finns två tätorter och tre småorter.

### Tätorter
- Näsviken
- Strömsund

### Småorter
- Strand
- Tullingsås
- Ulriksfors